# جيرو أبنينس 2016
جيرو أبنينس 2016 (بالإيطالية: Giro dell'Appennino 2016)‏ هو سباق دراجات هوائية، وهو الموسم رقم 77 من السباق، وأقيم في 17 أبريل 2016، وامتدّ لمسافة 196.6 كيلومتر، وهو أحد سباقات طواف أوروبا للدراجات 2016، وقد شارك في السباق 123 متسابقاً ووصل إلى نهايته 81 متسابقاً.
فاز فيه بالمركز الأول Sergey Firsanov ‏، وبالمركز الثاني فرانسيسكو جافازي، وبالمركز الثالث ماورو فينيتو.

## الفرق
| فريق عالمي- Lampre-Merida فرق قارية محترفة (7)- أندروني جوكاتولي-سيدرمك 2016 ‏ - Bardiani CSF - كاجا رورال-سيغوروس 2016 ‏ - غازبروم روسفيلو ‏ - نيبو-فيني فانتيني-يوربا أوفيني ‏ - Akros–Excelsior–Thömus ‏ - ويلير تريستينا-سيل إيطاليا ‏ فرق قارية (9)- أموري وفيتا - برودير ‏ - 0711 Cycling ‏ - D'Amico–UM Tools ‏ - Q36.5 Continental Team ‏ - GM Europa Ovini ‏ - Kolss Cycling Team ‏ - Kamen Pazin ‏ - MG.K vis Colors for Peace ‏ - Trevigiani Phonix–Hemus 1896 ‏ |  |
| |  |

## الفائزون
| الترتيب | الفائز           |
| ------- | ---------------- |
| الفائز  | Sergey Firsanov ‏ |
| الثاني  | فرانسيسكو جافازي |
| الثالث  | ماورو فينيتو     |

## وصلات خارجية
- الموقع الرسمي
- جيرو أبنينس 2016 على موقع إحصائيات الدراجات الإحترافية (الإنجليزية)